# Toninha (franciscana)
A franciscana, também conhecida como toninha, boto-cachimbo ou boto-amarelo (nome científico: Pontoporia blainvillei) é uma espécie de cetáceo da família dos pontoporídeos (Pontoporiidae) e a única do gênero Pontoporia. É a única espécie de golfinho em ameaça de extinção no Brasil, e possivelmente a mais ameaçada da América do Sul. Também pode ser encontrada nas águas do Uruguai e Argentina, onde também está ameaçada de extinção.

## Descrição
A franciscana tem um rostro fino e mais longo (em proporção do tamanho do corpo) de qualquer cetáceo – até 15% em adultos mais velhos. A espécie possui comportamento geralmente discreto e o corpo é marrom acinzentado, com a parte inferior mais clara, o que dificulta sua observação em vida livre. Sua nadadeira dorsal  é pequena e de formato triangular. Os machos crescem em média 1,23 metros e as fêmeas 1,44 metros. Vale ressaltar que geralmente nos odontocetos os machos é que são maiores. Tem dentição homodonte com dentes cônicos e o número de dentes varia de 48 a 61 em cada lado do maxilar superior e inferior. As nadadeiras também são muito grandes em comparação com o tamanho do corpo e são muito largas, mas estreitas ao se unirem ao corpo, portanto, são quase triangulares. As bordas de fuga são serrilhadas. O espiráculo em forma de meia-lua fica bem na frente de um vinco no pescoço, dando a impressão de que o golfinho sempre tem a cabeça dobrada para cima. Pesa até 50 quilos (110 libras) e vive até 20 anos. A maturidade sexual é alcançada entre dois e três anos. As fêmeas têm um ciclo reprodutivo de dois anos. Os bezerros têm 70 a 75 centímetros quando nascidos após uma gestação de 10 a 11 meses. Os bezerros são desmamados com um ano de idade. Há evidências que sugerem a franciscana que tem um ciclo reprodutivo de dois anos; no entanto, é necessário mais para fazer quaisquer reivindicações legítimas.

## População
Com base em parâmetros genéticos, morfológicos, de distribuição e populacionais, Secchi et al. (2003a) propuseram quatro unidades de gestão provisórias (Áreas de Gestão da Franciscana, ou AGFs) com as seguintes abrangências: AGF I - águas costeiras dos estados do Espírito Santo (AGF Ia) e Rio de Janeiro (AGF Ib), Brasil; AGF II - Estados de São Paulo, Paraná e Santa Catarina, Brasil; AGF III - águas costeiras do estado do Rio Grande do Sul, sul do Brasil e Uruguai; e AGF IV - águas costeiras da Argentina, incluindo as províncias de Buenos Aires e Rio Negro (apenas ocasionais até o sul de Chubut). Em levantamentos aéreos realizados em 2011, não foram feitos registros na AGF Ia, enquanto em AGF Ib foram avistados dois mil indivíduos, o que indica que seja a menor e menos densa de todas as AGFs para as quais existem estimativas. Em 2008/9, a abundância na AGF II foi estimada em 8 500 indivíduos. Levantamentos recentes na AGF III foram realizados apenas na porção brasileira (Rio Grande do Sul) e as estimativas foram de 6 800 em 2004 e cerca de 10 mil em 2014. A discrepância é decorrente de métodos de levantamento e análise de dados diferentes e não indicam uma melhora da situação da espécie localmente. Pesquisas para estimar a abundância de Franciscana nunca foram realizadas no Uruguai. Levantamentos aéreos realizados na Argentina (AGF IV) em 2003-2004 estimaram uma população de cerca de 15 mil indivíduos. Acredita-se que esta estimativa tenha um viés negativo porque não foi corrigida para o viés de percepção e porque a densidade estimada para áreas em mar aberto (profundidades superiores a 30 metros) não foi extrapolada para áreas não pesquisadas.

## Distribuição e habitat

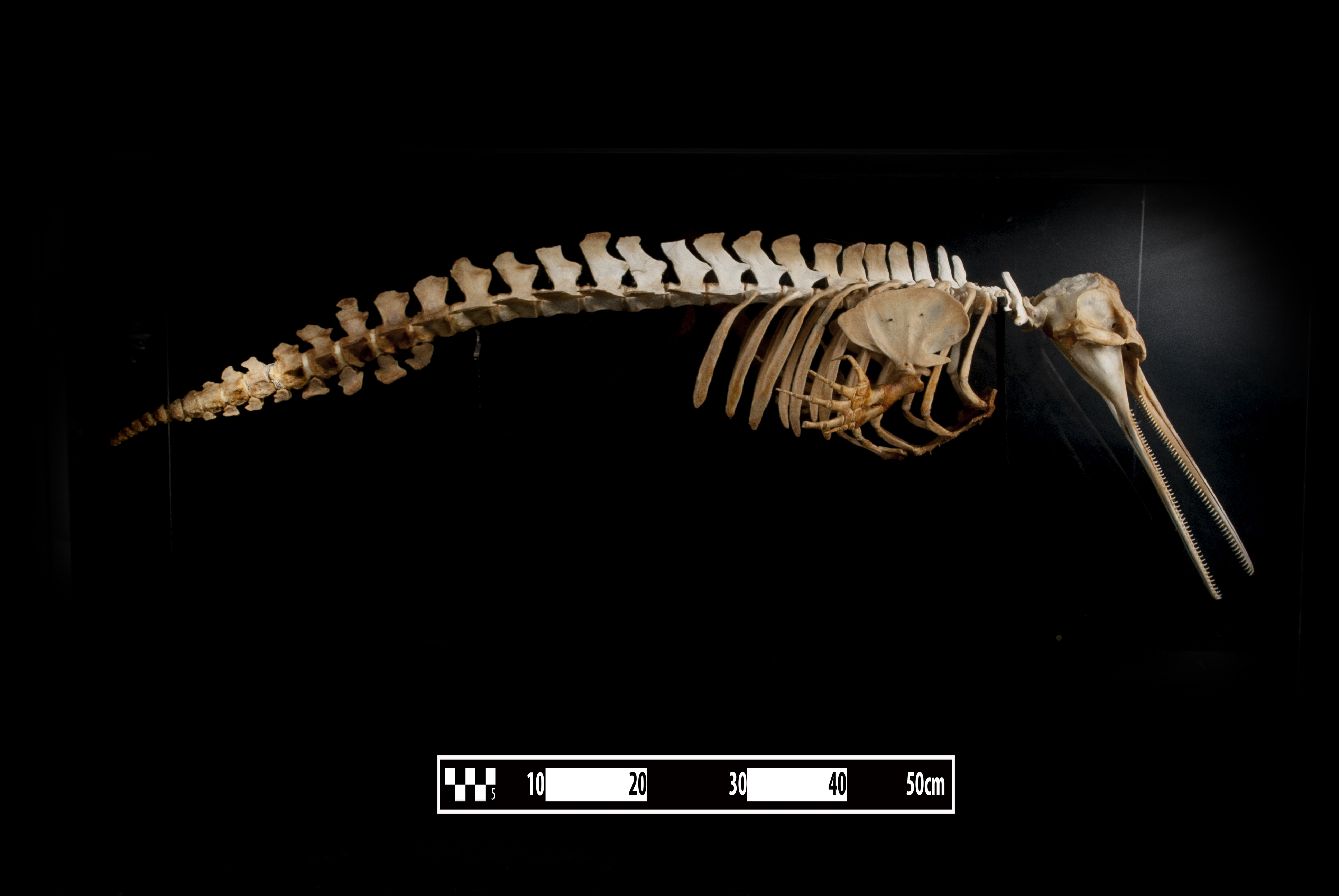
Esqueleto de uma franciscana exposto no Museu de Anatomia Veterinária da Faculdade de Medicina Veterinária e Zootecnia da Universidade de São Paulo (USP), em São Paulo, Brasil

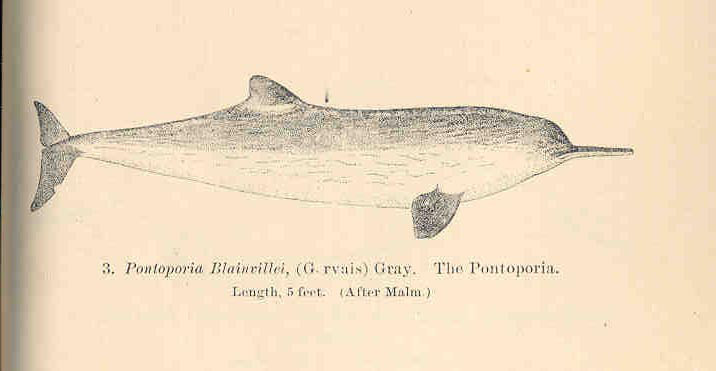
Espécime ilustrado em 1883

A franciscana é encontrada nas águas costeiras do Oceano Atlântico do sudeste da América do Sul, incluindo o estuário do rio da Prata. Sua distribuição varia desde a abertura do rio Doce, em Regência, no Espírito Santo, no Brasil, ao sul da península Valdés, Argentina. É o único membro do grupo dos golfinhos de rio que vive no oceano e nos estuários de água salgada, em vez de água doce. A espécie foi observada em Miramar, na província de Buenos Aires, e na província de Rio Negro. A espécie é geralmente encontrada em águas costeiras turvas, mas também habita águas claras, bem como áreas marinhas associadas a ilhas e costões rochosos. Franciscanas são encontradas principalmente no ambiente marinho e apenas ocasionalmente em estuários e uma baía interior. São relativamente comuns na parte uruguaia do estuário do rio da Prata. São principalmente costeiras, habitando águas além da zona de arrebentação e até a isóbata de 30 ou 50 metros, dependendo da região. Nas AGFs III e IV, ocorrem em águas até 50 metros de profundidade, enquanto nas AGFs I e II parecem estar restritas às águas costeiras dos 25 ou 30 metros da isóbata. Em capturas acidentais nas AGFs I e II, foi registrada em até 35 metros. No entanto, existem alguns relatos de indivíduos mais distantes da costa.

## Ecologia
As Franciscanas aparentemente não migram, embora movimentos sazonais litoral-marítimo tenham sido documentados em algumas áreas. Movimentos de 70-90 quilômetros ao longo da costa foram registrados para indivíduos marcados por satélite na Argentina. A predação por grandes tubarões e orcas (Orcinus orca) foi documentada. Se alimentam de várias espécies de peixes de águas rasas (cienídeos, engraulídeos, gadídeos, batracoidídeos, triquiurídeos e carangídeos), cefalópodes e crustáceos. Seu habitat marinho costeiro é tipicamente caracterizado por escoamento continental com alta vazão de fluxos de rios ricos em nutrientes. Cienídeos juvenis, a presa mais importante da espécie, são tipicamente associados ao escoamento continental e à influência das águas da plataforma subtropical.

## Ameaças

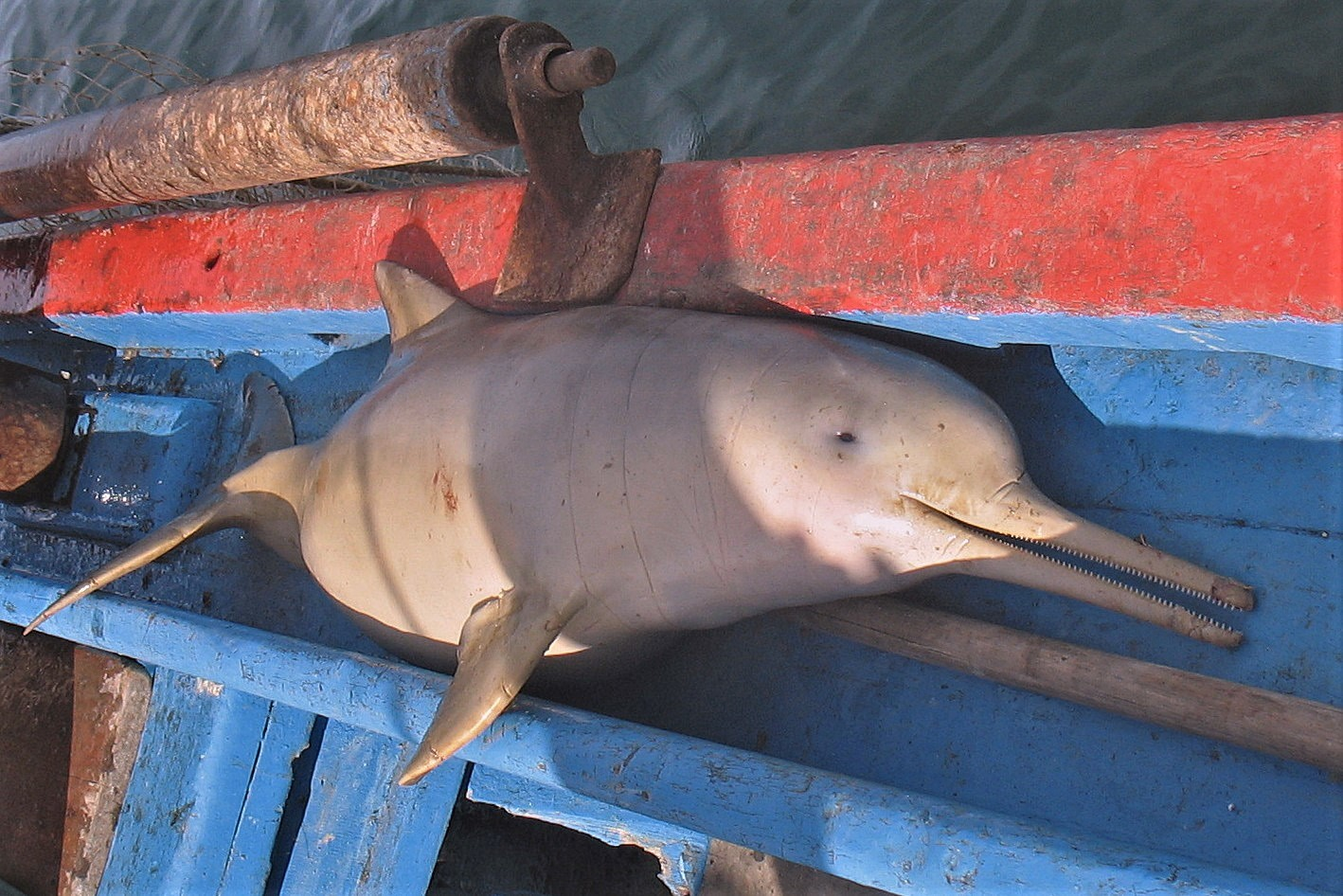
Toninha franciscana, já morta, recolhida na Argentina

A franciscana é afetada por fatores como a destruição do habitat e a poluição da água. Detritos plásticos e material sintético foram encontrados no conteúdo estomacal desses animais. Mais pesquisas são necessárias para determinar se esses fatores afetam negativamente a saúde desse animal. 90% da população da baía de Guanabara foi perdida em três décadas. As áreas comercializadas costumam ter escoamento agrícola ou zonas industriais prejudiciais à saúde da espécie. O lixo e a poluição dessas áreas levam à degradação do habitat e produtos químicos tóxicos nos peixes dos quais os golfinhos se alimentam.

## Conservação
No Brasil, em 2005, foi listada como em perigo na Lista de Espécies da Fauna Ameaçadas do Espírito Santo; em 2010, como em perigo no Livro Vermelho da Fauna Ameaçada no Estado do Paraná; em 2012, como vulnerável na Lista das Espécies da Fauna Ameaçada de Extinção em Santa Catarina; em 2014, como em perigo no Livro Vermelho da Fauna Ameaçada de Extinção no Estado de São Paulo e sob a rubrica de dados insuficientes na Lista das Espécies da Fauna Ameaçadas de Extinção no Rio Grande do Sul; em 2014, como criticamente em perigo na Portaria MMA N.º 444 de 17 de dezembro de 2014; e em 2018, como criticamente em perigo no Livro Vermelho da Fauna Brasileira Ameaçada de Extinção do Instituto Chico Mendes de Conservação da Biodiversidade (ICMBio) e como vulnerável na Lista das Espécies da Fauna Ameaçadas de Extinção no Estado do Rio de Janeiro. Em 2012, o governo brasileiro estabeleceu regulamentos à pesca com redes de emalhar que incluíam comprimentos máximos de rede permitidos e várias categorias de áreas proibidas para pesca. No entanto, há evidências de que o nível de mortalidade das franciscanas no sul e sudeste do Brasil permanece alto. O número de espécimes mortos no Brasil em redes de emalhar e encalhados na terra a cada ano permanece na ordem de várias centenas, o que não é diferente dos números observados nos anos anteriores à regulamentação.
A captura acidental também é alta no Uruguai e na Argentina. Uma vez que seu habitat natural diminuiu ao longo das últimas décadas, o que teve como consequência um declínio da população da espécie, a União Internacional para a Conservação da Natureza (UICN / IUCN), em sua Lista Vermelha, classificou a franciscana como uma espécie vulnerável. A espécie está listada no Apêndice I da Convenção sobre o Comércio Internacional das Espécies Silvestres Ameaçadas de Extinção (CITES) e no Anexo I e Anexo II da Convenção sobre a Conservação de Espécies Migratórias de Animais Silvestres (CMS). Está listado no Anexo I, pois esta espécie foi categorizada como ameaçada de extinção em toda ou em uma proporção significativa de sua área de distribuição. As Partes do CMS empenham-se em proteger rigorosamente esses animais, conservando ou restaurando os locais onde vivem, mitigando os obstáculos à migração e controlando outros fatores que possam colocá-los em perigo. Ele está listado no Apêndice II porque tem um estado de conservação desfavorável ou se beneficiaria significativamente da cooperação internacional organizada por acordos personalizados.
Um juvenil foi resgatado em 2011 em Montevidéu, Uruguai. Em fevereiro de 2016, um juvenil morreu na praia de Santa Teresita, Argentina. Relatos circularam internacionalmente de que a morte ocorreu depois de ser passado por uma multidão que estava posando para selfies com ele. No entanto, uma entrevista do fotógrafo das imagens, Hernan Coria, contradiz tal afirmação.